# Херман Копесхар
Херман Копесхар (хол. Herman Koppeschaar; Лајден, 23. новембар 1866 — Васенар, 11. март 1932) је био холандски војни лекар који је боравио као ратни хирург у Црној Гори за време Балканских ратова и руководио санитетском службом Црногорске војске.

## Биографија
Копесхар је похађао основну и средњу школу у Хагу. Године 1884. уписао је студије медицине у Лајдену које је успешно завршио 29. маја 1891. положивши државни испит за доктора. Јуна 1891. као део особља санитетске службе холандске Источноиндијске војске именован је официром санитетске службе друге класе. По доласку у Индонезију 1892. прво је служио на Јави, у болници у Сурабаји, да би у октобру исте године био премештен у болницу у Малангу. Године 1894. је као официр санитетске службе учествовао у експедицији на Ломбок. Тада је био познат по хуманости, а на његову иницијативу су и затвореници добијали дуван. Од 1895 до 1898 службовао је, између осталог, у Тернатеу, Аћеху и Магелангу. Године 1899. затражио је и добио частан отпуст из војне службе.

### Балкански ратови
Године 1912. холандски Црвени крст послао је у Црну Гору пошиљку коју је чинио вагон са средствима за превијање рана. Као свог представника, холандски Црвени крст послао је Хермана Копесхара. Пошиљка је испраћена рано ујутру 30. новембра 1912. са станице Весперпорт. По доласку на Цетиње руководилац тамошњег Црвеног Крста господин Зерговић замолио је Копесхара да хитно преузме хируршко одељење у тамошњој болници, пошто су аустријски доктори већ били отишли. Одмах је морао да збрине око 50 рањеника. Као руководилац санитетске службе успео је да разоткрије значајан број лажних болесника и пошаље их натраг на фронт. Наредне године краљ Црне Горе одликовао је Копесхара Орденом Књаза Данила.
Када се априла 1913. са својим сарадницима вратио на станицу Весперпорт дочекала га је велика делегација. По изласку из воза, оркестар седме пешадије који је био постављен на првом перону засвирао је националну химну Вилхелмус. Захваљујући донацијама Црвени Крст је успео да скупи велику количину новца те је 1914. располагао са пет амбуланти, чије руковођење је било поверено Копесхару. Захваљујући Копесхару, који је у то време био саветник српског конзулата у Хагу, Србија је 1919. ангажовала холандске лекаре и медицинске сестре за своју цивилно-медицинску службу.
Током Првог светског рата Копесхар је имао праксу у Хилверсуму, а од 1919. у Васенару. Године 1914. написао је „Понешто о Црној Гори и Србији и мом раду тамо“. Део његових извештаја преведен је у дисертацији проф. др Јелице Новаковић-Лопушина. Преминуо је у 66. години живота у Васенару, а кремиран је у Вестервелду.